# Discografia di Pat Boone
La discografia di Pat Boone, cantante e attore statunitense, copre oltre 70 anni di carriera ed è composta da 79 album in studio, 78 raccolte, 3 colonne sonore e decine di singoli. I generi tra cui ha spaziato variano tra gospel, rock and roll e pop.

## Album in studio
| Anno | Titolo                                                        | Massima posizione in classifica |
| Anno | Titolo                                                        | USA (Billboard Hot 200)         |
| ---- | ------------------------------------------------------------- | ------------------------------- |
| 1956 | Pat Boone                                                     | 20                              |
| 1956 | Howdy!                                                        | 14                              |
| 1957 | "Pat"                                                         | 19                              |
| 1957 | Hymns We Love                                                 | 21                              |
| 1957 | Pat Boone Sings Irving Berlin                                 | —                               |
| 1958 | Star Dust                                                     | 2                               |
| 1958 | Yes Indeed!                                                   | 13                              |
| 1959 | Tenderly                                                      | —                               |
| 1959 | Side by Side (con Shirley Boone)                              | —                               |
| 1959 | He Leadeth Me                                                 | —                               |
| 1959 | White Christmas                                               | 39                              |
| 1960 | Moonglow                                                      | 26                              |
| 1960 | This and That                                                 | —                               |
| 1960 | Great! Great! Great!                                          | —                               |
| 1961 | Moody River                                                   | 29                              |
| 1961 | My God and I                                                  | —                               |
| 1962 | I'll See You in My Dreams                                     | —                               |
| 1962 | Pat Boone Reads from the Holy Bible                           |                                 |
| 1962 | I Love You Truly (con Shirley Boone)                          | —                               |
| 1963 | Pat Boone Sings Guess Who?                                    | —                               |
| 1963 | Pat Boone Sings Days of Wine and Roses and Other Movie Themes | —                               |
| 1963 | The Star Spangled Banner                                      | —                               |
| 1963 | Tie Me Kangaroo Down Sport                                    | —                               |
| 1964 | Sing Along Without Pat Boone!                                 | —                               |
| 1964 | The Touch of Your Lips                                        | —                               |
| 1964 | Ain't That a Shame                                            | —                               |
| 1964 | The Lord's Prayer and Other Great Hymns                       | —                               |
| 1964 | Boss Beat!                                                    | —                               |
| 1964 | Near You                                                      | —                               |
| 1965 | Blest Be the Tie That Binds                                   | —                               |
| 1965 | The Golden Era of Country Hits                                | —                               |
| 1965 | My 10th Anniversary with Dot Records                          | —                               |
| 1965 | Pat Boone Sings Winners of the Reader's Digest Poll           | —                               |
| 1966 | Great Hits of 1965                                            | —                               |
| 1966 | Memories                                                      | —                               |
| 1966 | Wish You Were Here, Buddy                                     | —                               |
| 1966 | Christmas Is A Comin'                                         | —                               |
| 1967 | How Great Thou Art                                            | —                               |
| 1967 | I Was Kaiser Bill's Batman                                    | —                               |
| 1968 | Look Ahead                                                    | —                               |
| 1969 | Departure                                                     | —                               |
| 1970 | Songs for Jesus Folk                                          | —                               |
| 1972 | In the Holy Land                                              | —                               |
| 1972 | The New Songs of the Jesus People                             | —                               |
| 1973 | All in the Boone Family                                       | —                               |
| 1973 | Born Again                                                    | —                               |
| 1973 | Family Who Prays                                              | —                               |
| 1973 | Pat Boone S-A-V-E-D                                           | —                               |
| 1973 | I Love You More and More Each Day                             | —                               |
| 1973 | Pat Boone with the First Nashville Jesus Band                 | —                               |
| 1973 | Thank You Dear Lord                                           | —                               |
| 1974 | The Pat Boone Family                                          | —                               |
| 1974 | Songs from the Inner Court                                    | —                               |
| 1975 | Something Supernatural                                        | —                               |
| 1976 | Texas Woman                                                   | —                               |
| 1977 | The Country Side of Pat Boone                                 | —                               |
| 1977 | Miracle Merry-Go-Round                                        | —                               |
| 1979 | Just the Way I Am                                             | —                               |
| 1981 | Songmaker                                                     | —                               |
| 1982 | A Pocketful of Hope                                           | —                               |
| 1984 | Pat Boone Sings Golden Hymns                                  | —                               |
| 1994 | I Remember Red: A Tribute to Red Foley                        | —                               |
| 1994 | The Pat Boone Family Christmas                                | —                               |
| 1997 | In a Metal Mood: No More Mr. Nice Guy                         | 125                             |
| 1999 | Echoes of Mercy                                               | —                               |
| 2000 | The Miracle of Christmas                                      | —                               |
| 2002 | American Glory                                                | —                               |
| 2005 | Nearer My God to Thee                                         | —                               |
| 2005 | Glory Train: The Lost Sessions                                | —                               |
| 2005 | Dream of Ireland                                              | —                               |
| 2006 | Hopeless Romantic                                             | —                               |
| 2006 | We Are Family: R&B Classics                                   | 86                              |
| 2006 | Ready to Rock                                                 | —                               |
| 2006 | In A Symphonic Mood                                           | —                               |
| 2007 | The True Spirit of Christmas                                  | —                               |
| 2010 | Near                                                          | —                               |
| 2014 | Legacy                                                        | —                               |
| 2015 | Pat Boone's Favourite Bible Stories & Sing-Along Songs        | —                               |

## Raccolte
- 1957: Pat's Great Hits (Dot Records)/ Disco d'oro: Stati Uniti; #17 in classifica negli USA
- 1959: Pat Boone Sings (Dot Records)
- 1960: Pat's Great Hits, Vol. 2 (Dot Records)
- 1962: Pat Boone's Golden Hits (Dot Records)
- 1967: Golden Hits – 15 Hits of Pat Boone (Dot Records)
- 1993: Pat Boone's Greatest Hits (MCA Records)
- 1964: The Gold Collection (The Gold Label)
- 1982: Best of Pat Boone (Prism Platinum)
- 1982: The Best of Pat Boone (MCA)
- 1986: Jivin' Pat (Bear Family)
- 1986: All the Hits (Topline)
- 1987: Love Letters (Dominion)
- 1990: Greatest Hits (Curb)
- 1990: The Best of Pat Boone: April Love (Delta)
- 1993: Love Letters in the Sand (Delta)
- 1994: Pat Boone (Bellaphon)
- 1994: More Greatest Hits (Varèse Sarabande)
- 1994: Remember (Eclipse)
- 1995: Greatest Hits (Bellaphon)
- 1995: Greatest Hymns (Curb)
- 1995: His Greatest Hits (Laserlight)
- 1996: The Best of Pat Boone (Hallmark)
- 1997: Pat Boone (Members Edition)
- 1997: Fifties: Complete (Bear Family)
- 1997: EP Collection (See For Miles Records)
- 1998: My God is Real: The Inspirational Collection (Varese)
- 1998: The Best of Pat Boone (Music Club)
- 1999: Hymns We Love (Universal Special Products)
- 1999: Golden Treasury of Hymns (The Gold Label)
- 1999: My Greatest Songs (IMS)
- 2000: Love Letters in the Sand (Hallmark)
- 2000: At His Best: Love Letters in the Sand (Castle Music)
- 2000: I Believe In Music (Acrobat)
- 2000: The Very Best of Pat Boone (Big Eye Music)
- 2000: 20th Century Masters - The Millennium Collection: The Best of Pat Boone (MCA)
- 2000: Best of the Best (Legacy)
- 2001: Blast from the Past: Pat Boone (Direct Source)
- 2001: Greatest Hits & Favorite Hymns (Goldies)
- 2001: Pat's 40 Big Ones (Connoisseur)
- 2002: On the Sentimental Side (MRA)
- 2002: Best Selection (Universal)
- 2002: Pat Boone Best Selection (Universal)
- 2002: The Ultimate Collection (Universal)
- 2003: Ultimate Legends: Pat Boone (Ultimate Entertainment)
- 2003: The Singles+ (BR Music)
- 2003: Pat Boone (Weton)
- 2004: Greatest Contemporary Christian Songs (Curb)
- 2004: Greatest Love Songs (Curb)
- 2004: Greatest Rock N' Roll Songs (Curb)
- 2004: Greatest Hits (Elap)
- 2004: Christmas with Pat Boone (Noel)
- 2004: I'll Be Home for Christmas (Christmas Legends)
- 2005: Remember You're Mine (Brentwood Records)
- 2005: Platinum Collection (Platinum Entertainment)
- 2006: Best of Pat Boone (Platinum Disc)
- 2006: The Sixties (1960–1962) (Bear Family)
- 2006: Kid in the White Buckskin Shoes! (Canetoad International)
- 2007: Encore of Golden Hits (Musicpro)
- 2008: Gee Whittakers (Xtra)
- 2008: Sweet Hour of Prayer (Remember Records)
- 2008: Rock N Roll Legends (RNR Music)
- 2008: Ain't That a Shame (Hallmark)
- 2008: Pat's Great Hits (Hallmark)
- 2008: Pledging My Love (Hallmark)
- 2009: Pat Boone Rocks (Bear Family)
- 2009: My God Is Real (Delta Leisure Group)
- 2009: Spotlight on Pat Boone (Mbop Direct-Zone 5)
- 2010: Christmas Songs
- 2015: Duets
- 2017: Greatest Hits
- 2019: Greatest Hits Live
- 2019: Old-Fashioned Christmas
- 2020: I’ll Be Home for Christmas: The Lost 1958 Christmas Album
- 2020 Anthology: The Definitive Collection (Remastered)
- 2020: The Gold Collection (Deluxe Version with Commentary)
- 2023: Country Jubilee (nuove incisioni e collezione di brani già pubblicati)

## EP
| Anno | Titolo                  | Massima posizione in classifica |
| Anno | Titolo                  | USA (Billboard Hot 200)         |
| ---- | ----------------------- | ------------------------------- |
| 1957 | A Closer Walk with Thee | 13                              |
| 1957 | Four by Pat             | 5                               |

## Colonne sonore
| Anno | Titolo                                      | Massima posizione in classifica |
| Anno | Titolo                                      | USA (Billboard Hot 200)         |
| ---- | ------------------------------------------- | ------------------------------- |
| 1957 | April Love                                  | 12                              |
| 1962 | State Fair                                  | 12                              |
| 1972 | Come Together: A Musical Experience in Love | —                               |

## Singoli
| Anno | Titolo (b/w si riferisce al lato B del disco)                                                     | Massima posizione in classifica | Massima posizione in classifica | Massima posizione in classifica |
| Anno | Titolo (b/w si riferisce al lato B del disco)                                                     | USA                             | UK                              | GER                             |
| ---- | ------------------------------------------------------------------------------------------------- | ------------------------------- | ------------------------------- | ------------------------------- |
| 1953 | "Until You Tell Me So" b/w "My Heart Belongs to You"                                              | —                               | —                               |                                 |
| 1954 | "I Need Someone" b/w "Loving You Madly"                                                           | —                               | —                               |                                 |
| 1955 | "Two Hearts" b/w "Tra-La-La"                                                                      | 16                              | —                               |                                 |
| 1955 | "Ain't That a Shame" b/w "Tennessee Saturday Night"                                               | 1                               | 7                               | —                               |
| 1955 | "At My Front Door (Crazy Little Mama)"                                                            | 7                               | —                               |                                 |
| 1955 | "No Arms Can Ever Hold You"                                                                       | 26                              | —                               | —                               |
| 1955 | "Gee Whittakers!" b/w "Take the Time"                                                             | 19                              | —                               | —                               |
| 1956 | "I'll Be Home" /                                                                                  | 4                               | 1                               | —                               |
| 1956 | "Tutti Frutti"                                                                                    | 12                              | —                               | 5                               |
| 1956 | "Just as Long as I'm with You"                                                                    | 76                              | —                               |                                 |
| 1956 | "Long Tall Sally"                                                                                 | 8                               | 18                              |                                 |
| 1956 | "I Almost Lost My Mind"                                                                           | 1                               | 14                              |                                 |
| 1956 | "I'm in Love with You"                                                                            | 57                              | —                               | —                               |
| 1956 | "Friendly Persuasion"                                                                             | 5                               | 3                               | —                               |
| 1956 | "Chains of Love"                                                                                  | 10                              | —                               |                                 |
| 1956 | "Don't Forbid Me"                                                                                 | 1                               | 2                               |                                 |
| 1956 | "Anastasia"                                                                                       | 37                              | —                               |                                 |
| 1957 | "Why Baby Why"                                                                                    | 5                               | 17                              |                                 |
| 1957 | "I'm Waiting Just for You"                                                                        | 27                              | —                               | —                               |
| 1957 | "Love Letters in the Sand"                                                                        | 1                               | 2                               | 12                              |
| 1957 | "Bernardine"                                                                                      | 14                              | —                               | —                               |
| 1957 | "Remember You're Mine"                                                                            | 6                               | 5                               |                                 |
| 1957 | "There's a Gold Mine in the Sky"                                                                  | 14                              | —                               |                                 |
| 1957 | "April Love" /                                                                                    | 1                               | 7                               |                                 |
| 1957 | "When the Swallows Come Back to Capistrano"                                                       | 80                              | —                               |                                 |
| 1958 | "A Wonderful Time Up There"                                                                       | 4                               | 2                               |                                 |
| 1958 | "It's Too Soon to Know"                                                                           | 4                               | 7                               |                                 |
| 1958 | "Sugar Moon" /                                                                                    | 5                               | 6                               |                                 |
| 1958 | "Cherie, I Love You"                                                                              | 63                              | —                               |                                 |
| 1958 | "If Dreams Came True" /                                                                           | 7                               | 16                              |                                 |
| 1958 | "That's How Much I Love You"                                                                      | 39                              | —                               |                                 |
| 1958 | "For My Good Fortune" /                                                                           | 23                              | —                               |                                 |
| 1958 | "Gee, But It's Lonely"                                                                            | 21                              | 30                              |                                 |
| 1958 | "I'll Remember Tonight" b/w "The Mardi Gras March"                                                | 34                              | 18                              |                                 |
| 1959 | "With the Wind and the Rain in Your Hair" /                                                       | 21                              | 21                              |                                 |
| 1959 | "Good Rockin' Tonight"                                                                            | 49                              | —                               |                                 |
| 1959 | "For a Penny" /                                                                                   | 23                              | 19                              |                                 |
| 1959 | "The Wang Dang Taffy-Apple Tango"                                                                 | 62                              | —                               |                                 |
| 1959 | "'Twixt Twelve and Twenty" b/w "Rock Boll Weevil"                                                 | 17                              | 18                              |                                 |
| 1959 | "Fools Hall of Fame" b/w "Brightest Wishing Star"                                                 | 29                              | —                               |                                 |
| 1959 | "Beyond the Sunset" b/w "My Faithful Heart"                                                       | 71                              | —                               |                                 |
| 1960 | "(Welcome) New Lovers" /                                                                          | 18                              | —                               |                                 |
| 1960 | "Words"                                                                                           | 94                              | —                               |                                 |
| 1960 | "Walking the Floor over You" /                                                                    | 44                              | 39                              |                                 |
| 1960 | "Spring Rain”                                                                                     | 50                              | —                               |                                 |
| 1960 | "Candy Sweet" /                                                                                   | 72                              | —                               |                                 |
| 1960 | "Delia Gone"                                                                                      | 66                              | —                               |                                 |
| 1960 | "Dear John" /                                                                                     | 44                              | —                               |                                 |
| 1960 | "Alabam"                                                                                          | 47                              | —                               |                                 |
| 1960 | "The Exodus Song (This Land Is Mine)" b/w "There's a Moon Out Tonight"                            | 64                              | —                               |                                 |
| 1961 | "Moody River" b/w "A Thousand Years"                                                              | 1                               | 18                              |                                 |
| 1961 | "Big Cold Wind" b/w "That's My Desire"                                                            | 19                              | —                               |                                 |
| 1961 | "Johnny Will" /                                                                                   | 35                              | 4                               | 25                              |
| 1961 | "Just Let Me Dream"                                                                               | 114                             | —                               |                                 |
| 1961 | "Pictures in the Fire" /                                                                          | 77                              | —                               |                                 |
| 1961 | "I'll See You in My Dreams"                                                                       | 32                              | 27                              |                                 |
| 1962 | "Quando Quando Quando" /                                                                          | 95                              | 41                              |                                 |
| 1962 | "Willing and Eager"                                                                               | 113                             | —                               |                                 |
| 1962 | "Speedy Gonzales" b/w "The Locket" (Non-album track)                                              | 6                               | 2                               | 1                               |
| 1962 | "Ten Lonely Guys" /                                                                               | 45                              | —                               |                                 |
| 1962 | "Lover's Lane"                                                                                    | —                               | —                               | 11                              |
| 1962 | "The Main Attraction" b/w "Always You and Me"                                                     | —                               | 12                              |                                 |
| 1962 | "White Christmas" b/w "Silent Night"                                                              | —                               | 29                              |                                 |
| 1962 | "Mexican Joe" b/w "In the Room"                                                                   | —                               | —                               |                                 |
| 1963 | "Meditation (Meditação)" /                                                                        | 91                              | —                               |                                 |
| 1963 | "The Days of Wine and Roses"                                                                      | 117                             | —                               |                                 |
| 1963 | "Tie Me Kangaroo Down Sport" b/w "I Feel Like Crying"                                             | —                               | —                               |                                 |
| 1963 | "Mister Moon" b/w "Love Me" (Non-album track)                                                     | —                               | —                               |                                 |
| 1963 | "Some Enchanted Evening" b/w "That's Me"                                                          | —                               | —                               |                                 |
| 1964 | "Rosemarie" b/w "I Understand (Just How You Feel)"                                                | 129                             | —                               |                                 |
| 1964 | "Don't You Just Know It" b/w "Sincerely"                                                          | —                               | —                               |                                 |
| 1964 | "Beach Girl" /                                                                                    | 72                              | —                               |                                 |
| 1964 | "Little Honda"                                                                                    | —                               | —                               | 47                              |
| 1965 | "Baby Elephant Walk" b/w "Say Goodbye"                                                            | —                               | —                               |                                 |
| 1965 | "Crazy Arms" b/w "Pearly Shells"                                                                  | —                               | —                               |                                 |
| 1965 | "Time Marches On" b/w "Mickey Mouse"                                                              | —                               | —                               |                                 |
| 1965 | "I Love You So Much It Hurts" b/w "Meet Me Tonight in Dreamland"                                  | —                               | —                               |                                 |
| 1965 | "A Man Alone" b/w "Run to Me, Baby"                                                               | —                               | —                               |                                 |
| 1966 | "Five Miles from Home" b/w "Don't Put Your Feet in the Lemonade"                                  | 127                             | —                               |                                 |
| 1966 | "As Tears Go By" b/w "Judith"                                                                     | —                               | —                               |                                 |
| 1966 | "It Seems like Yesterday" b/w "A Well Remembered, Highly Thought of Love Affair"                  | —                               | —                               |                                 |
| 1966 | "Wish You Were Here, Buddy" b/w "Love for Love"                                                   | 49                              | —                               |                                 |
| 1967 | "Hurry Sundown" b/w "What If They Gave a War and No One Came"                                     | —                               | —                               |                                 |
| 1967 | "Green Kentucky Hills of Home" b/w "You Mean All the World to Me"                                 | —                               | —                               |                                 |
| 1967 | "In the Mirror of Your Mind" b/w "The Swanee Is a River"                                          | —                               | —                               |                                 |
| 1967 | "Ride Ride Ride" b/w "By the Time I Get to Phoenix"                                               | —                               | —                               |                                 |
| 1968 | "It's a Happening World" b/w "Emily"                                                              | —                               | —                               |                                 |
| 1968 | "Gonna Find Me a Bluebird" b/w "Deafening Roar of Silence"                                        | —                               | —                               |                                 |
| 1968 | "September Blue" b/w "Beyond Our Memory"                                                          | —                               | —                               |                                 |
| 1969 | "July You're a Woman" b/w "Break My Mind"                                                         | 100                             | —                               |                                 |
| 1969 | "What's Gnawing at Me" b/w "Never Goin' Back"                                                     | —                               | —                               |                                 |
| 1969 | "Good Morning Dear" b/w "You Win Again"                                                           | —                               | —                               |                                 |
| 1970 | "Now I'm Saved" b/w "What Are You Doing for the Rest of Your Life"                                | —                               | —                               |                                 |
| 1970 | "Everybody's Looking For an Answer" b/w "I've Got Confidence"                                     | —                               | —                               |                                 |
| 1971 | "C'mon Give a Hand" b/w "Where There's a Heartache"                                               | —                               | —                               |                                 |
| 1973 | "The Sounds of Christmas" b/w "The Little Green Tree"                                             | —                               | —                               |                                 |
| 1973 | "I Saw the Light" b/w "The Great Speckled Bird"                                                   | —                               | —                               |                                 |
| 1973 | "Tying the Pieces Together" b/w "Hayden Carter"                                                   | —                               | —                               |                                 |
| 1973 | "Golden Rocket" b/w "Everything Begins and Ends With You"                                         | —                               | —                               |                                 |
| 1974 | "Candy Lips" b/w "Young Girl"                                                                     | —                               | —                               |                                 |
| 1975 | "Indiana Girl" b/w "Young Girl"                                                                   | —                               | —                               |                                 |
| 1976 | "Glory Train" b/w "U.F.O."                                                                        | —                               | —                               |                                 |
| 1976 | "Texas Woman" b/w "It's Gone"                                                                     | —                               | —                               |                                 |
| 1976 | "Oklahoma Sunshine" b/w "Won't Be Home Tonight"                                                   | —                               | —                               |                                 |
| 1976 | "Lovelight Comes a Shining" b/w "Country Days and Country Nights"                                 | —                               | —                               |                                 |
| 1977 | "Colorado Country Morning" b/w "Don't Want to Fall Away from You"                                 | —                               | —                               |                                 |
| 1977 | "Whatever Happened to the Good Old Honky Tonk" b/w "Ain't Goin Down in the Ground Before My Time" | —                               | —                               |                                 |
| 1980 | "Love's Got a Way of Hanging On" b/w "The Hostage Prayer"                                         | —                               | —                               |                                 |
| 1984 | "Let Me Live"                                                                                     | —                               | —                               |                                 |

### Singoli tedeschi
| Anno | Titolo (b/w si riferisce al lato B del disco)                                                       | Massima posizione in classifica |
| Anno | Titolo (b/w si riferisce al lato B del disco)                                                       | GER                             |
| ---- | --------------------------------------------------------------------------------------------------- | ------------------------------- |
| 1962 | "Baby, oh Baby (Don't Forbid Me)" b/w "Komm zu mir, wenn du einsam bist (Love Letters in the Sand)" | 29                              |
| 1963 | "Rosmarie" b/w "Ein goldener Stern"                                                                 | 7                               |
| 1964 | "Baby Sonnenschein" b/w "Wie eine Lady"                                                             | 25                              |
| 1966 | "Mary Lou" / "Nein, Nein, Nein, Valentina (Mai, Mai, Mai Valentina)"                                | —                               |

### Singoli italiani
| Anno | Titolo (b/w si riferisce al lato B del disco)           | Massima posizione in classifica |
| Anno | Titolo (b/w si riferisce al lato B del disco)           | ITA                             |
| ---- | ------------------------------------------------------- | ------------------------------- |
| 1966 | "Mai, mai, mai Valentina" b/w "E fuori la pioggia cade" | —                               |